# Брайкевич, Михаил Васильевич
Михаил Васильевич Брайкевич (17 [29] ноября 1873, Поповка, Одесский уезд, Херсонская губерния — 12 февраля 1940, Лондон) — русский инженер, экономист, коллекционер, меценат, публицист, общественный и государственный деятель.

## Образование
Родился в дворянской семье в деревне Поповка Одесского уезда Херсонской губернии (ныне Калиновка Лиманского района Одесской области). Род Брайкевичей внесен в 3-ю часть родословной книги Черниговского дворянства. В 1896 г. окончил Институт корпуса инженеров путей сообщения в Санкт-Петербурге. Один из лучших выпускников.

## На государственной службе
М. В. Брайкевич спроектировал и построил портовые сооружения в Либаве, а также дредноут на Николаевской судостроительной верфи.
В 1908 году акционерное общество Ейской железной дороги приступило к постройке 142-х километровой магистрали, которая должна была обеспечить подвоз зерна в Ейский порт и связать город с остальной Россией. Городской голова В. В. Ненашев, благодаря энергии которого этот проект смог стать реальностью, пригласил М. В. Брайкевича (уже известного тогда инженера) в качестве подрядчика. Благодаря такому руководителю строительство дороги велось рекордно быстрыми темпами. Торжественное открытие дороги состоялось 11 июля 1911 г.
Состоял в кадетской партии (партии «Народной свободы»), но руководящих постов не занимал.
С 1914 г. — председатель Одесского отделения Императорского Русского технического общества, Одесского военно-промышленного комитета, вице-президент Одесского общества изящных искусств. Собрал коллекцию картин российских художников, известную как в России, так и за рубежом.
В 1915—1917 гг. состоял в Объединённом всероссийском земском и городском союзе (Земгор), участвуя в оказании помощи раненным воинам.
В связи с беспорядками в городе и арестом городского головы Б. А. Пеликана, в марте 1917 г. министр внутренних дел утвердил М. В. Брайкевича в должности одесского городского головы.
Брайкевич взял на себя ответственность за городское хозяйство, которое было расстроено войной и революцией. Ему было поручено организовать выборы в городскую Думу.
Первое заседание новой Думы состоялось 23 августа, его открыл городской голова Брайкевич. Обращаясь к присутствующим, он подчеркнул, что «со времени февральский событий сделано много и что, … не будь „Общественного комитета“ и Совета рабочих депутатов, улицы были бы залиты кровью. В качестве межпартийной организации „Общественный комитет“ занимался ведением сложного городского хозяйства. Так, на момент создания „Общественного комитета“ в городской кассе все суммы исчислялись в 32 тыс. руб., а в настоящее время в городской кассе 2 млн. 550 тыс. руб.» В заключение Брайкевич сказал: «„Общественный комитет“ выполнив свою миссию, уступает место демократически всенародно избранной городской Думе». После его слов приступили к избранию городского головы.
В октябре 1917 г. — назначен товарищем министра торговли, он оставляет в Одессе целый ряд постов — председателя Одесского областного военно-промышленного комитета, председателя совещания по топливу, комиссара по морским перевозкам. Подал в отставку с поста товарища министра торговли в знак протеста против политики своего непосредственного начальника — министра С. Н. Прокоповича, предусматривавшей свертывание либералных реформ в экономике, введение жестких мер во взаимоотношениях между городом и деревней, промышленностью и сельским хозяйством.
14—23 ноября 1918 г. участвовал в политическом совещании в Яссах, где русскими антибольшевисткими силами была сделана безуспешная попытка добиться помощи от держав Согласия.
17 декабря 1918 г. Брайкевича вновь избирали городским головой Одессы. Но на этой должности он прослужил недолго, так как Одесса была эвакуирована в начале апреля 1919 г.

## Эмиграция
В 1919 г. М. В. Брайкевич с семьей переехал в Батуми и в 1920 г. эмигрировал в Англию.
Член Русского общества в Англии по помощи голодающим в России. Член Российского торгово-промышленного союза в Париже. Член Общества русских инженеров в Париже. Почетный член Союза русских студентов в Англии и Союза русских студентов в Германии. Сотрудничал с «Союзом представителей русской промышленности и торговли» в Лондоне.
Организатор (1920 г.) и руководитель Русского экономического общества в Лондоне. Редактор и издатель журнала «The Russian Economist» («Русский экономист»), под названием которого в Британии публиковались «Записки Русского экономического общества в Лондоне» одновременно на русском и английском языках. Сотрудничал с «Последними новостями», где публиковал статьи на экономические темы, а также — по изобразительному искусству.
В своих статьях, посвященных аналитическому разбору экономической ситуации в России, он писал о двух типах хозяйств. Первый тип — тип хозяйства, рассчитанный на возможности значительного экспорта товаров потребления (Англия и Германия). Второй тип — тип хозяйства, имеющий самодавлеющий характер. Государство стремится к тому, чтобы все нужное производить у себя. К такому типу Брайкевич относил Соединенные Штаты Америки и дореволюционную Россию.
Брайкевич отрицательно относился к государству с преобладанием сельскохозяйственного сектора в экономике. Он обуславливал подобный подход тем, что такое одностороннее развитие признается вообще нецелесообразным, противоречащим интересам правильно поставленного хозяйства, и потому что сельское хозяйство дает меньший доход, чем промышленность, и следовательно страна, занимающаяся исключительно сельским хозяйством, находится в неблагоприятных условиях.
Брайкевич всегда выступал против любого разделения Российской империи. До конца своих дней Михаил Васильевич оставался настоящим русским патриотом.
В пригородах Лондона развернул большое строительное предприятие. Был активным прихожанином русского православного храма в Лондоне.

## Деятельность в области культуры
М. В. Брайкевич прославился и как один из крупнейших меценатов, которому принадлежала одна из лучших коллекций живописи и графики «Серебряного века». Он был вице-председателем Одесского общества изящных искусств, учредил именную стипендию в 5 тысяч рублей для студентов Одесского художественного училища, покровительствовал Одесскому художественному музею, где и сейчас экспонируется его портрет работы П. Г. Волокидина.
Дом Брайкевича в Одессе на улице Черноморской, построенный по собственному проекту, и сейчас является украшением этого города.
Многие годы М. В. Брайкевич добивался открытия Политехнического института в Одессе, и велика его роль в том, что его открыли в 1918 г. — очень сложном году для Одессы.
Он был другом А. Н. Бенуа, М. А. Врубеля, М. В. Добужинского, С. В. Рахманинова, К. А. Сомова. О дружбе с последним следует сказать отдельно, так как его искусство, да и его личность, были одной из главных забот М. В. Брайкевича на протяжении нескольких десятков лет жизни. Константин Андреевич Сомов и умер на руках своего верного друга. Брайкевич стал душеприказчиком Константина Андреевича Сомова и оплатил бессрочное пользование землёй для могилы К. А. Сомова на кладбище Сен-Жевье-де Буа в 30 км от Парижа. «Дружба наша началась в далекие довоенные годы, крепла с годами и ни разу не нарушилась размолвкой», — вспоминал уже после кончины Сомова Михаил Васильевич.
Помимо К. А. Сомова поддерживал материально Л. С. Бакста, Б. Д. Григорьева и ряд других.
Коллекционирование произведений русских художников (в основном, круга «Мира искусства») было главной, всепоглощающей страстью жизни Михаила Васильевича. Перед его сумасшедшей силой собирателя не мог устоять практически никто. «Один из главных доводов, однако, при этой схватке заключался в заверении Брайкевича, что покупает он художественные произведения не столько для личного удовольствия, сколько для того, чтобы создать целую коллекцию, которую он и предназначал в дар Одессе», — вспоминал А. Н. Бенуа.
Действительно, одесситам более чем повезло. Уезжая в эмиграцию, Брайкевич, страстно любивший Одессу и долгие годы живший на Черноморской улице, оставил Новороссийскому (Одесскому) университету свою коллекцию из более 100 картин, которые сегодня являются гордостью Одесского художественного музея. Здесь и портрет Саввы Мамонтова работы великого Серова, и знаменитый автопортрет Серебряковой в костюме Пьеро, и «Болотные огни» Михаила Врубеля. И, конечно, Сомов, его изящные пейзажи, написанные в самом начале XX века. Есть здесь и портрет самого Брайкевича, и его дочери Татьяны, созданные великим «мирискусником» — Константином Андреевичем Сомовым.
В Англии М. В. Брайкевич собрал новую коллекцию мастеров «Мира искусства», которую, согласно завещанию, передали Музею Эшмола.
«Столько было в этом человеке жизненной энергии, такие молодые глаза светились из-под густых седых бровей, так не вяжется мысль о вечном покое с его кипучей натурой», — писала парижская газета «Последние новости» через несколько дней после кончины М. В. Брайкевича в феврале 1940 г. «Вообще я несколько остерегаюсь людей со слишком ярко выраженной энергией наступательного и даже насильственного темперамента. А таким именно и предстал передо мной этот милейший южанин, необычайно подвижный и, в своем желании поскорее и на свой лад завершить сделку, почти не считавшийся с сопротивлением того, против кого он вел наступление.» Эти слова памяти Брайкевича посвятил Александр Николаевич Бенуа.